# Enantia clarissa
Enantia clarissa är en fjärilsart som först beskrevs av Gustav Weymer 1895.  Enantia clarissa ingår i släktet Enantia och familjen vitfjärilar. Inga underarter finns listade i Catalogue of Life.